# Mimosa auriculata
Mimosa auriculata är en ärtväxtart som beskrevs av George Bentham. Mimosa auriculata ingår i släktet mimosor, och familjen ärtväxter. Inga underarter finns listade i Catalogue of Life.